# Lipje (Károlyváros)
 Lipje   falu Horvátországban, Károlyváros megyében. Közigazgatásilag Károlyvároshoz tartozik.

## Fekvése
Károlyvárostól 12 km-re keletre, a Kulpa jobb partján fekszik.

## Története
A településnek 1857-ben 306, 1910-ben 219 lakosa volt. A trianoni békeszerződésig Modrus-Fiume vármegye Vojnići járásához tartozott. A településen 1991-ig alapiskola működött. A honvédő háború idején a szerb csapatok elfoglalták. Lakóházai, gazdasági épületei súlyos károkat szenvedtek, horvát lakosságát elüldözték. Ekkor rongálódott meg az iskolaépület is mely azóta is újjáépítésre vár.  A falu csak az Oluja hadművelet során szabadult fel. 2011-ben 47-en lakták. A skakavaci Szent Rókus plébániához tartozik. Lakói mezőgazdasággal, állattartással, gyümölcstermesztéssel foglalkoznak.

## Lakosság
| Lakosság változása | Lakosság változása | Lakosság változása | Lakosság változása | Lakosság változása | Lakosság változása | Lakosság változása | Lakosság változása | Lakosság változása | Lakosság változása | Lakosság változása | Lakosság változása | Lakosság változása | Lakosság változása | Lakosság változása | Lakosság változása |
| ------------------ | ------------------ | ------------------ | ------------------ | ------------------ | ------------------ | ------------------ | ------------------ | ------------------ | ------------------ | ------------------ | ------------------ | ------------------ | ------------------ | ------------------ | ------------------ |
| 1857               | 1869               | 1880               | 1890               | 1900               | 1910               | 1921               | 1931               | 1948               | 1953               | 1961               | 1971               | 1981               | 1991               | 2001               | 2011               |
| 306                | 256                | 193                | 255                | 223                | 219                | 224                | 203                | 166                | 175                | 151                | 110                | 95                 | 89                 | 72                 | 47                 |